# Hamidullah Yosufzai
Hamidullah Yosufzai, född 9 oktober 1981 är en afghansk före detta fotbollsspelare som spelat för Shaheen Asmayee FC i Afghanistan. Yosufzai var målvakt och har spelat 13 matcher i Afghanistans fotbollslandslag.